# .yu
.yu era el dominio de nivel superior geográfico (ccTLD) para Yugoslavia (hoy disuelta en varios Estados).